# 한스 뵐케
한스 오토 뵐케(독일어: Hans Otto Woellke, 1911년 2월 18일 ~ 1943년 3월 22일)는 독일의 육상 선수이자, 1936년 베를린 올림픽에서 포환던지기 금메달을 획득하였다.
오늘날 폴란드의 비스쿠피에츠에 속하는 비쇼프스부르크에서 태어났다. 베를린 경찰대에 있던 뵐케는 제2차 세계 대전 중에 무장 친위대에 부속된 게슈타포의 대장이었다.
1943년 3월 22일 민스크 근처에서 일어난 하틴 대학살에서 게릴라 대원들에 의하여 살해되었다.